# جایزه بزرگ سان مارینو ۱۹۸۱
جایزه بزرگ سان مارینو ۱۹۸۱ (انگلیسی: ‎1981 San Marino Grand Prix‎)، که به‌طور رسمی با نام اولین جایزه بزرگ سان مارینو شناخته می‌شود، یک مسابقهٔ موتوری در رشتهٔ اتومبیل‌رانی فرمول یک بود که در تاریخ ۳ مهٔ ۱۹۸۱ در پیست اتومبیل‌رانی دینو فراری واقع در ایمولا، امیلیا-رومانیا، ایتالیا برگزار شد. این گراند پری در میان ۱۵ گراند پری در فصل ۱۹۸۱، مسابقهٔ شمارهٔ ۴ بود.
در این مسابقه که در ۶۰ دور و به مسافت ۳۰۲٫۴۰۰ کیلومتر (۱۸۷٫۹۰۳ مایل) برگزار شد، پول پوزیشن توسط ژیل ویلنوو کسب شد و سریع‌ترین زمان برای طی یک دور پیست که برابر با ۱:۴۸٫۰۶۴ بود نیز توسط ژیل ویلنوو به ثبت رسید.
نلسون پیکه از تیم برابام-فورد، ریکاردو پاتریس از تیم اروز-فورد و کارلوس روتمان از تیم ویلیامز-فورد به‌ترتیب مقام‌های اول تا سوم مسابقه را کسب کردند.

## رده‌بندی قهرمانی پس از مسابقه
| جایگاه | راننده         | امتیاز |
| ------ | -------------- | ------ |
| ۱      | کارلوس روتمان  | ۲۵     |
| ۲      | نلسون پیکه     | ۲۲     |
| ۳      | آلن جونز       | ۱۸     |
| ۴      | ریکاردو پاتریس | ۱۰     |
| ۵      | آلن پروست      | ۴      |
| منبع:  |                |        |

| جایگاه | سازنده       | امتیاز |
| ------ | ------------ | ------ |
| ۱      | ویلیامز-فورد | ۴۳     |
| ۲      | برابام-فورد  | ۲۵     |
| ۳      | اروز-فورد    | ۱۰     |
| ۴      | رنو          | ۶      |
| ۵      | آلفا رومئو   | ۳      |
| منبع:  |              |        |

یادداشت
- تنها پنج جایگاه نخست از هر رده‌بندی نمایش داده شده است.